# 伯恩哈德·鲁西
伯恩哈德·鲁西（德語：Bernhard Russi，1948年8月20日—），瑞士男子高山滑雪运动员。他曾代表瑞士参加1972年和1976年冬季奥林匹克运动会高山滑雪比赛，获得一枚金牌和一枚银牌。